# Senirkent
Senirkent ist eine Stadt und Hauptort des gleichnamigen Landkreises in der türkischen Provinz Isparta. Die Stadt liegt c a. 37 km nördlich der Provinzhauptstadt Isparta an der Fernverkehrsstraße D 320 (von Aydın nach Yalvaç). Die im Stadtlogo vorhandene Jahreszahl (1880) dürfte auf das Jahr der Ernennung zur Stadtgemeinde (Belediye) hinweisen.
Der Landkreis wurde 1952 aus dem östlichen Teil des Kreises Uluborlu gebildet, er war dort bis zu seiner Eigenständigkeit ein Bucak mit 7331 Einwohnern (VZ 1950) in sieben Ortschaften (Mevkiler). Senirkent liegt im Nordwesten der Provinz und grenzt im Osten an den Kreis Uluborlu, im Süden an den Kreis Atabey, im Südosten an den Kreis Eğirdir und im Nordosten an den Kreis Yalvaç. Der Nordteil des Eğirdir Gölü bildet die Grenze im Osten und die Provinz Afyonkarahisar die im Nordwesten. Neben der Kreisstadt besteht er aus der Gemeinde Büyükkabaca (3658 Einw.) und den sieben Dörfern (Köy): Gençali (772 Einw.), Uluğbey, Karip, Yassıören, Ortayazı, Akkeçili und Başköy (41 Einw.). Durchschnittlich hat jedes dieser Dörfer 402 Bewohner, zusammen also 2814.

## Wirtschaft
Die Kreiswirtschaft basiert weitgehend auf Landwirtschaft. Als landwirtschaftliche Tätigkeit steht die Obstproduktion im Vordergrund. Hauptsächlich werden hier Äpfeln, Trauben, Kirschen, Sauerkirschen, Zuckerrüben und Getreide angepflanzt. Zudem wird Viehzucht betrieben. In den Dörfern am Ufer des Eğirdir Gölü ist auch Fischerei eine Einnahmequelle. In den letzten Jahren wurde auch Marmor produziert.
Am 13. Juli 1995 ereignete sich im Kreis eine Flutkatastrophe, bei der 74 Menschen starben.